# موري (أستراليا)
موري هي بلدة، في أستراليا، تقع في نيوساوث ويلز، هي عاصمة Moree Plains Shire ‏، بلغ عدد سكانها 9,311  نسمة وذلك حسب إحصائيات سنة 2016، رمزها البريدي هو 2400.

## المناخ
يظهر الجدول التالي التغييرات المناخية على مدار السنة لموري:
| البيانات المناخية لـموري          | البيانات المناخية لـموري | البيانات المناخية لـموري | البيانات المناخية لـموري | البيانات المناخية لـموري | البيانات المناخية لـموري | البيانات المناخية لـموري | البيانات المناخية لـموري | البيانات المناخية لـموري | البيانات المناخية لـموري | البيانات المناخية لـموري | البيانات المناخية لـموري | البيانات المناخية لـموري | البيانات المناخية لـموري |
| الشهر                             | يناير                    | فبراير                   | مارس                     | أبريل                    | مايو                     | يونيو                    | يوليو                    | أغسطس                    | سبتمبر                   | أكتوبر                   | نوفمبر                   | ديسمبر                   | المعدل السنوي            |
| --------------------------------- | ------------------------ | ------------------------ | ------------------------ | ------------------------ | ------------------------ | ------------------------ | ------------------------ | ------------------------ | ------------------------ | ------------------------ | ------------------------ | ------------------------ | ------------------------ |
| الدرجة القصوى °م (°ف)             | 47.3 (117.1)             | 47.3 (117.1)             | 41.3 (106.3)             | 35.8 (96.4)              | 30.6 (87.1)              | 27.1 (80.8)              | 27.3 (81.1)              | 36.1 (97.0)              | 37.8 (100.0)             | 40.4 (104.7)             | 43.5 (110.3)             | 43.6 (110.5)             | 47.3 (117.1)             |
| متوسط درجة الحرارة الكبرى °م (°ف) | 34.0 (93.2)              | 33.2 (91.8)              | 31.1 (88.0)              | 27.3 (81.1)              | 22.5 (72.5)              | 18.9 (66.0)              | 18.1 (64.6)              | 20.4 (68.7)              | 24.5 (76.1)              | 28.1 (82.6)              | 30.8 (87.4)              | 32.7 (90.9)              | 26.8 (80.2)              |
| متوسط درجة الحرارة الصغرى °م (°ف) | 20.2 (68.4)              | 19.7 (67.5)              | 17.3 (63.1)              | 12.8 (55.0)              | 8.2 (46.8)               | 6.0 (42.8)               | 4.5 (40.1)               | 5.2 (41.4)               | 8.9 (48.0)               | 12.7 (54.9)              | 16.4 (61.5)              | 18.5 (65.3)              | 12.5 (54.5)              |
| أدنى درجة حرارة °م (°ف)           | 10.8 (51.4)              | 9.9 (49.8)               | 5.9 (42.6)               | 1.2 (34.2)               | −1.8 (28.8)              | −3.4 (25.9)              | −4.3 (24.3)              | −3.8 (25.2)              | −1.9 (28.6)              | 2.6 (36.7)               | 5.0 (41.0)               | 7.7 (45.9)               | −4.3 (24.3)              |
| معدل هطول الأمطار مم (إنش)        | 81.0 (3.19)              | 69.4 (2.73)              | 53.6 (2.11)              | 23.4 (0.92)              | 29.1 (1.15)              | 41.3 (1.63)              | 36.3 (1.43)              | 25.4 (1.00)              | 35.1 (1.38)              | 46.3 (1.82)              | 75.4 (2.97)              | 68.4 (2.69)              | 584.7 (23.02)            |
| متوسط الأيام الممطرة (≥ 0.2 mm)   | 7.2                      | 6.8                      | 6.1                      | 4.1                      | 5.1                      | 6.7                      | 6.0                      | 4.6                      | 5.3                      | 6.7                      | 8.0                      | 8.7                      | 75.3                     |
| المصدر: Bureau of Meteorology     |                          |                          |                          |                          |                          |                          |                          |                          |                          |                          |                          |                          |                          |

## معرض صور

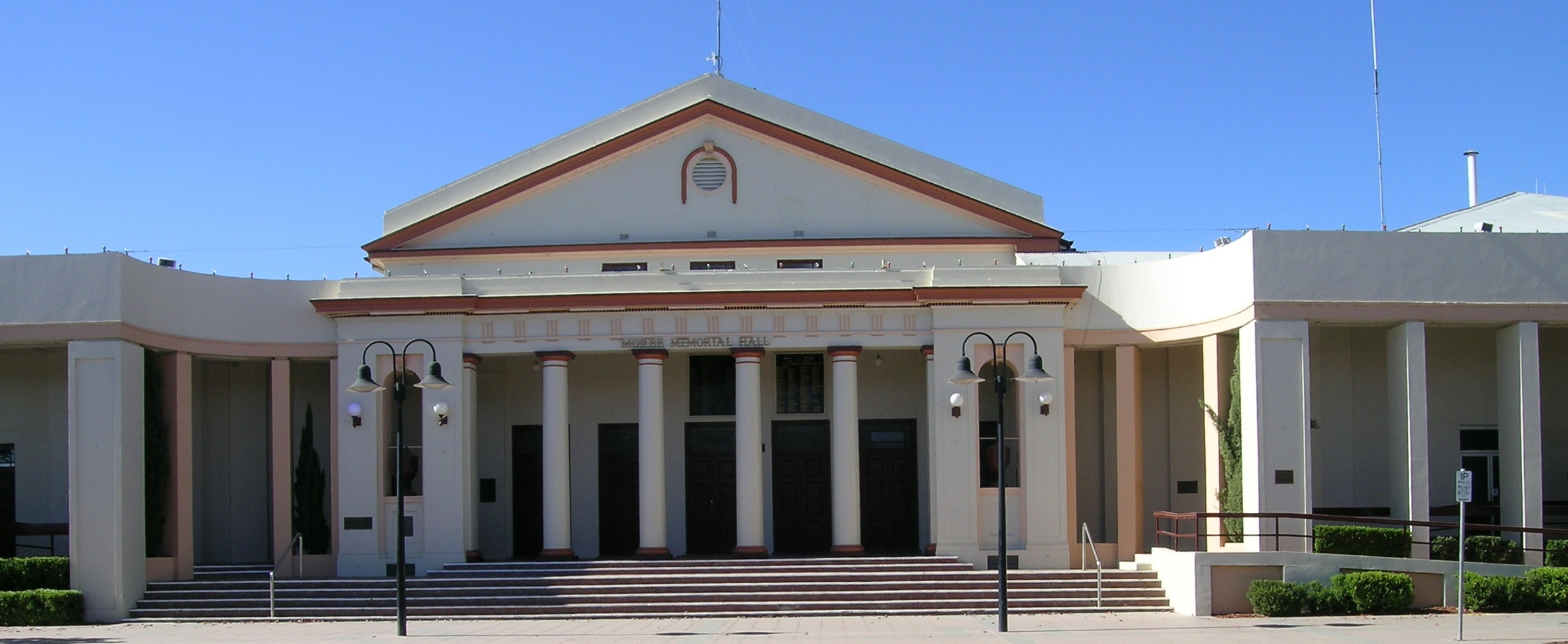
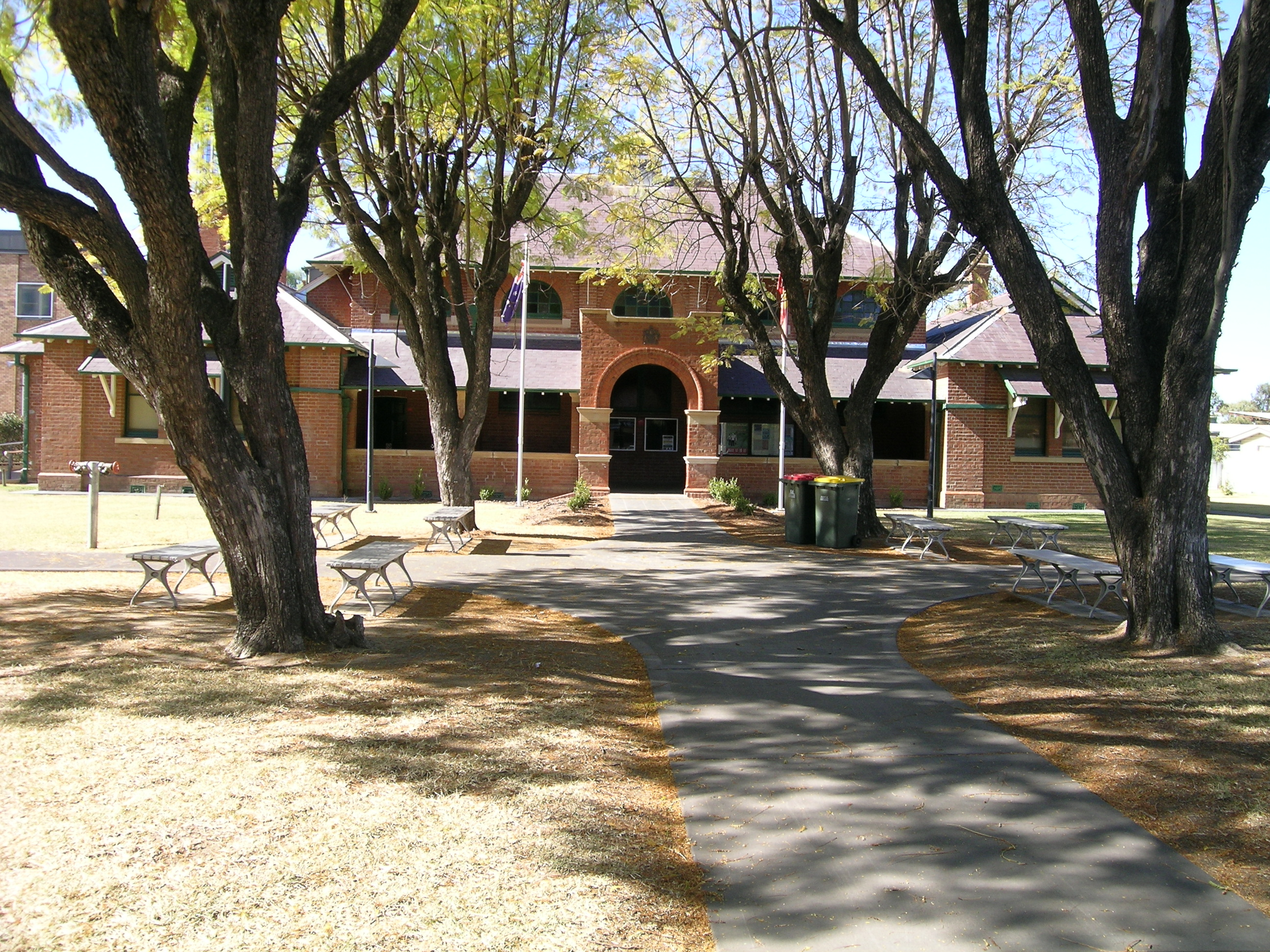
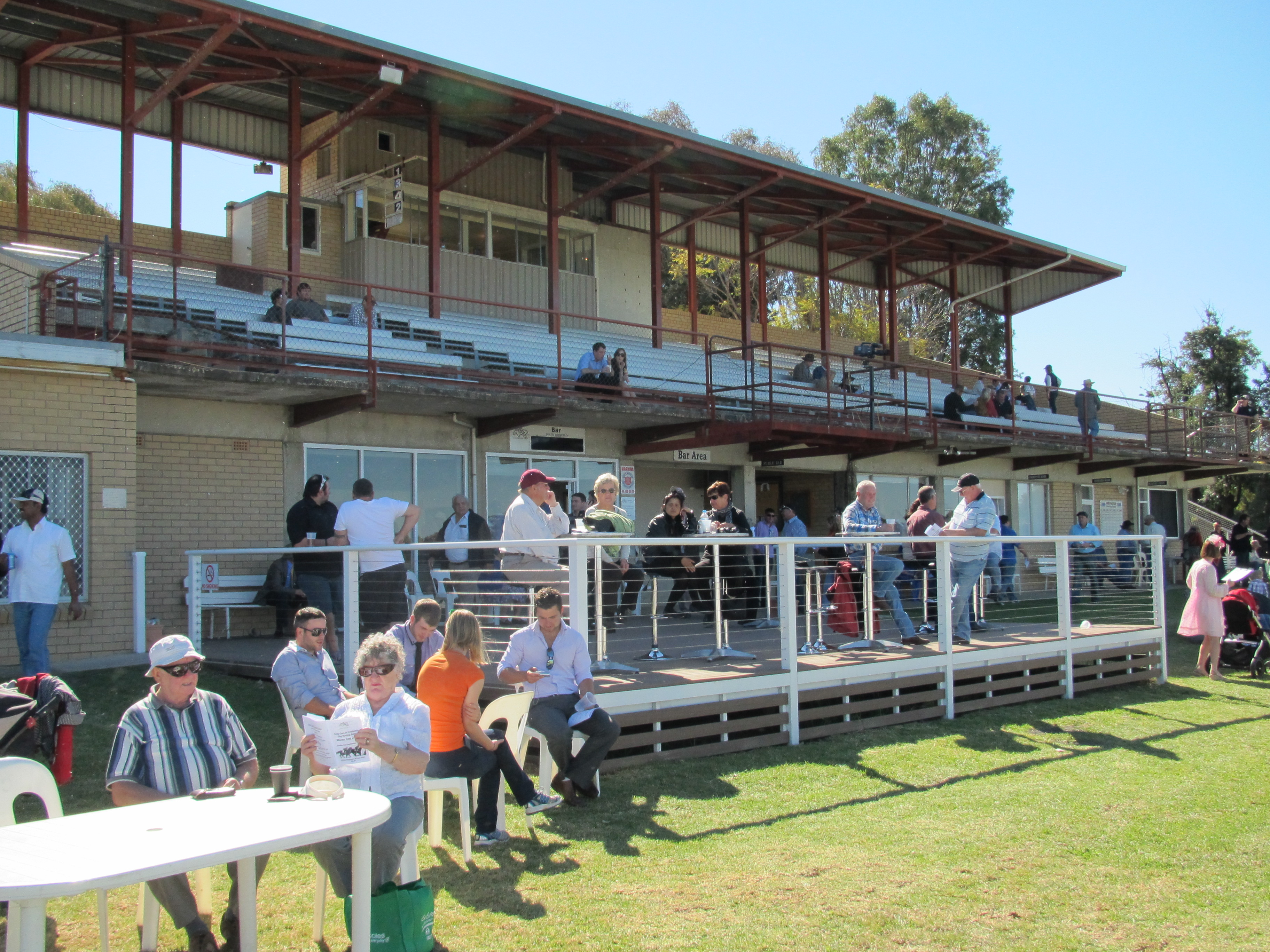

## أعلام
- لايلي مورغان
- روجر نوكس
- كاميرون هاموند
- ايوان مكجرادي
- بيبا سافاج
- أنتوني تايلور